# GEMAS
Le GEMAS, le Groupement d'Études Méthodologiques pour l'Analyse des Sols, est une association qui regroupe plus de 30 laboratoires français d'analyses agro-environnementales.

## Les objectifs du GEMAS

### Promouvoir l’analyse de terre
L’analyse de terre (ou de sol) est un outil d’aide à la décision indispensable aux agriculteurs pour la conduite de ses cultures (la fertilisation en particulier).
L’analyse de terre est un ensemble de déterminations analytiques de base (pH, matière organique, etc.).
Chacune de ces déterminations analytiques s’appuie sur un protocole d’analyse parfaitement défini. En outre, chacun de ces protocoles est normalisé.
Une charte Qualité :
Tous les Membres du GEMAS ont signé une charte qualité GEMAS. Pour le client, c’est une transparence, qui lui permet de :
- Connaitre les méthodes utilisées.
- Connaitre les sous-traitances réalisées et avec qui.
- Pouvoir visiter le laboratoire.

Le congrès GEMAS/COMIFER sur la fertilisation :
Le GEMAS est coorganisateur avec le COMIFER et l’AFES des Rencontres de la Fertilisation Raisonnée et de l'Analyse de Terre qui ont lieu tous les 2 ans.
Ces rencontres sont l'occasion d'informer les utilisateurs de l'analyse et les membres de l'association sur les dernières connaissances en matière d'analyses et de fertilisation.

### Représenter officiellement les laboratoires
Le GEMAS assure la représentation des laboratoires français qui réalisent des analyses agro-environnementales et en particulier des analyses de terre dans le cadre de l'agrément du Ministère de l'Agriculture et de la Pêche Français.
Cette représentation est faite auprès des organismes publics et professionnels de réglementation et de normalisation, des utilisateurs et des fournisseurs.

### Travailler à l’harmonisation des méthodes normalisées et à leurs mises en routine
Le GEMAS a été à l'origine de la normalisation des méthodes d'analyses de terre[réf. nécessaire], à la mise en place de circuits sols avec le B.I.P.E.A.
Le GEMAS a été un partenaire particulièrement actif du Ministère de l'Agriculture lors des discussions concernant l'agrément des laboratoires dans le cadre de la Relance Agronomique.[réf. nécessaire]
Plus récemment, il a été une force de proposition dans les commissions[réf. nécessaire] du B.I.P.E.A. et dans la mise en place du nouvel agrément.
Le GEMAS participe aux travaux de normalisation AFNOR et ISO.

### Former le personnel des laboratoires
La commission formation du GEMAS propose régulièrement des formations aux laboratoires adhérents :
- aux nouvelles techniques analytiques
- à l'évolution des usages des résultats obtenus
- aux méthodes de prélèvements afin d'obtenir des échantillons de plus en plus représentatifs des matrices à analyser.
- à la mise en place de l'assurance qualité dans les laboratoires.

Le GEMAS est un organisme de formation continue reconnu officiellement par les organismes publics

### Alimenter la Banque de Données d'Analyses de Terre (BDAT)
Cette banque de données est réalisée par l’unité de recherche et de service Info&Sols de INRAE, avec les résultats issus des méthodes analytiques normalisées.